# Штястны, Петер
Пе́тер Штя́стны (словац. Peter Šťastný; род. 18 сентября 1956, Братислава) — чехословацкий, канадский и словацкий хоккеист, центральный нападающий игравший в НХЛ с 1980 по 1995 годы. Выступал за сборные Чехословакии (1975—1980), Канады (1984) и Словакии (1994—1995). В НХЛ выступал за команды «Квебек Нордикс», «Нью-Джерси Девилз» и «Сент-Луис Блюз».

## Биография
В 1980 году, будучи игроком братиславского «Слована», находясь на международном турнире в Инсбруке, вместе со своим братом Антоном совершил побег, не вернувшись в коммунистическую Чехословакию. Переехав в Канаду, стал выступать за «Квебек Нордикс», став звездой клуба. Их примеру позже последовал родной брат Мариан. Все братья стали одноклубниками.
За свою карьеру в НХЛ набрал 1239 очков (450 шайб и 789 передач) в 977 матчах. Входит в топ-50 самых результативных игроков НХЛ, хотя начал карьеру в Лиге только в 24 года. По среднему количеству очков за матч среди всех хоккеистов, набравших 1000 очков в НХЛ, Штястны (1,27) занимает 6-е место (после Гретцки, Лемьё, Макдэвида, Босси и Дионна). Обладал хорошим видением площадки, голевым чутьём «на пятачке» и мастерским умением вовремя отдать партнёру обостряющую передачу. Наиболее результативные сезоны проводил в период 1980—1986 гг, каждый раз набирая не менее 100 очков. 19 октября 1989 года Петер Штястны стал первым в истории хоккеистом не из Канады (и 24-м хоккеистом в целом), который набрал 1000 очков в регулярных сезонах НХЛ.
Получив канадское гражданство, привлекался игроком в сборную Канады. Известно, что тогда на советском и чехословацком телевидении был наложен негласный запрет на упоминание его фамилии во время трансляций матчей.
После политических изменений в Словакии в 1990-е годы получил приглашение возвратиться на родину, а также в национальную сборную страны.
С 2004 по 2014 год был депутатом Европарламента от партии Словацкий демократический и христианский союз.
Проживает в США и Словакии.
Сыновья Петера — Ян (род. 1982) и Пол (род. 1985) также стали профессиональными хоккеистами (выступали за сборную США). Пол сыграл 1145 матчей в НХЛ и набрал 822 очка. Таким образом, на двоих с отцом у них более 2000 матчей и более 2000 очков в НХЛ. Ян сыграл в НХЛ всего 91 матч. Если брать всех 5 членов семьи Штястны, выступавших в НХЛ (Петер, Мариан, Антон, Пол и Ян), то на их счету в сумме 3185 матчей и 3007 очков (1122+1885).

## Награды и достижения
- Орден Людовита Штура I класса (2003)
- Медаль Президента Словацкой Республики (14 мая 2003 года)[2]
- Крест Президента Словацкой Республики I степени (15 мая 2002 года)[3]
- Финалист кубка Канады 1976
- Чемпион мира и Европы: 1976, 1977
- Серебряный призёр чемпионата мира и Европы: 1978, 1979
- Победитель Кубка Канады: 1984
- Обладатель приза «Колдер Трофи»: 1981
- Участник шести матчей всех звёзд НХЛ: 1981, 1982, 1983, 1984, 1986, 1988
- Лучший игрок Чехословакии (Золотая клюшка): 1980
- Лучший нападающий чемпионата мира 1995 (Группа «В»)
- Член Зала хоккейной славы в Торонто: 1998
- Член Зала хоккейной славы IIHF: 2000
- Член Зала хоккейной славы Словакии: 2002

## Статистика
| 1973/74               | Слован (Братислава)   | ЧССР                  | ??  | ??  | ??  | ??   | ??  | ?? | ?? | ?? | ??  | ??  |
| 1974/75               | Слован (Братислава)   | ЧССР                  | ??  | ??  | ??  | ??   | ??  | ?? | ?? | ?? | ??  | ??  |
| 1975/76               | Слован (Братислава)   | ЧССР                  | 32  | 19  | 9   | 28   | --  | -- | -- | -- | --  | --  |
| 1976/77               | Слован (Братислава)   | ЧССР                  | 44  | 25  | 27  | 52   | --  | -- | -- | -- | --  | --  |
| 1977/78               | Слован (Братислава)   | ЧССР                  | 42  | 29  | 24  | 53   | 28  | -- | -- | -- | --  | --  |
| 1978/79               | Слован (Братислава)   | ЧССР                  | 39  | 32  | 23  | 55   | 21  | -- | -- | -- | --  | --  |
| 1979-80               | Слован (Братислава)   | ЧССР                  | 41  | 26  | 26  | 52   | 58  | -- | -- | -- | --  | --  |
| 1980/81               | Квебек Нордикс        | НХЛ                   | 77  | 39  | 70  | 109  | 37  | 5  | 2  | 8  | 10  | 7   |
| 1981/82               | Квебек Нордикс        | НХЛ                   | 80  | 46  | 93  | 139  | 91  | 12 | 7  | 11 | 18  | 10  |
| 1982/83               | Квебек Нордикс        | НХЛ                   | 75  | 47  | 77  | 124  | 78  | 4  | 3  | 2  | 5   | 10  |
| 1983/84               | Квебек Нордикс        | НХЛ                   | 80  | 46  | 73  | 119  | 73  | 9  | 2  | 7  | 9   | 31  |
| 1984/85               | Квебек Нордикс        | НХЛ                   | 75  | 32  | 68  | 100  | 95  | 18 | 4  | 19 | 23  | 24  |
| 1985/86               | Квебек Нордикс        | НХЛ                   | 76  | 41  | 81  | 122  | 60  | 3  | 0  | 1  | 1   | 2   |
| 1986/87               | Квебек Нордикс        | НХЛ                   | 64  | 24  | 53  | 77   | 43  | 13 | 6  | 9  | 15  | 12  |
| 1987/88               | Квебек Нордикс        | НХЛ                   | 76  | 46  | 65  | 111  | 69  | -- | -- | -- | --  | --  |
| 1988/89               | Квебек Нордикс        | НХЛ                   | 72  | 35  | 50  | 85   | 117 | -- | -- | -- | --  | --  |
| 1989/90               | Квебек Нордикс        | НХЛ                   | 62  | 24  | 38  | 62   | 24  | -- | -- | -- | --  | --  |
| 1989/90               | Нью-Джерси Девилз     | НХЛ                   | 12  | 5   | 6   | 11   | 16  | 6  | 3  | 2  | 5   | 4   |
| 1990/91               | Нью-Джерси Девилз     | НХЛ                   | 77  | 18  | 42  | 60   | 53  | 7  | 3  | 4  | 7   | 2   |
| 1991/92               | Нью-Джерси Девилз     | НХЛ                   | 66  | 24  | 38  | 62   | 42  | 7  | 3  | 7  | 10  | 19  |
| 1992/93               | Нью-Джерси Девилз     | НХЛ                   | 62  | 17  | 23  | 40   | 22  | 5  | 0  | 2  | 2   | 2   |
| 1993/94               | Сент-Луис Блюз        | НХЛ                   | 17  | 5   | 11  | 16   | 4   | 4  | 0  | 0  | 0   | 2   |
| 1993-94               | Слован (Братислава)   | Словакия              | 4   | 0   | 4   | 4    | 0   | -- | -- | -- | --  | --  |
| 1994/95               | Сент-Луис Блюз        | НХЛ                   | 6   | 1   | 1   | 2    | 0   | -- | -- | -- | --  | --  |
| Всего (НХЛ)           | Всего (НХЛ)           | Всего (НХЛ)           | 977 | 450 | 789 | 1239 | 824 | 93 | 33 | 72 | 105 | 125 |
| Всего (ЧССР/Словакия) | Всего (ЧССР/Словакия) | Всего (ЧССР/Словакия) | 202 | 131 | 113 | 244  | 107 |    |    |    |     |     |

## Игры за сборную

### Чехословакия
- Чемпионат мира — 1976, 1977,1978,1979
- Кубок Канады — 1976
- Зимние Олимпийские игры 1980

### Канада
- Кубок Канады — 1984

### Словакия
- Зимние Олимпийские игры 1994
- Чемпионат мира по хоккею с шайбой 1995 (группа «В»)